# Cum On Feel the Noize
"Cum On Feel the Noize" é uma canção da banda de rock inglesa Slade, que foi lançada em 1973 como um single não-álbum. Foi escrita pelo vocalista Noddy Holder e pelo baixista Jim Lea, e produzida por Chas Chandler. Alcançou a posição número 1 no UK Singles Chart, dando à banda seu quarto single número um, e permaneceu nas paradas por 12 semanas; enquanto alcançou somente o número 98 na Billboard Hot 100. A música foi incluída na compilação de Sladest, álbum de 1973 da banda. Em uma votação no Reino Unido em 2015, foi eleito o 15º lugar no especial do ITV The Nation's Favorite 70s.
O single foi acompanhado de "Gudbuy t'Jane" como hit número dois no Reino Unido. Essa música inspirou o KISS a produzir seu hit de maior sucesso: "Rock and Roll All Nite". A música é comumente escrita como "Come on Feel The Noise", provavelmente, devido a semelhança de ortografia ou por razões de censura a palavra inglesa "cum".

## Versão deQuiet Riot
A música foi "revivida" em 1983 pela banda de Heavy Metal Quiet Riot, que também fizeram o cover da canção "Mama Weer All Crazee Now". A versão feita pelo Quiet Riot de "Cum On Feel The Noize", atingiu a posição nº 5 dos 100 melhores hits da Billboard em 19 de novembro de 1983, porém atingiu a posição 45 no Reino Unido. A música fez o álbum Metal Health do Quiet Riot atingir o topo das paradas de sucesso na época. O sucesso da música chamou a atenção para o Heavy Metal produzido na cidade de Los Angeles na década de 1980.
A versão feita pelo Quiet Riot está presente no jogo GTA Vice City da Rockstar North, cuja história se passa na cidade de Miami em 1986. Também aparace no jogo "NHL 2K8" produzido pela 2K Sports. Também está incluída na trilha sonora do jogo Rock Revolution da Konami.

## Outras versões
- "Cum On Feel the Noize" foi posteriormente regravado pela banda Oasis em 1996 como lado B do single "Don't Look Back in Anger;
- A canção foi regravada pela banda Bran Van 3000 em seu disco de estreia em 1997, Glee, versão que foi apresentada no comercial da goma, produzida nos EUA, Excel;
- Acredita-se que a banda Twisted Sister tenha regravado a música, porém, quem regravou foi a banda Quiet Riot, cuja voz do vocalista Kevin Dubrow (Quiet Riot) é parecida com a do vocalista Dee Snider (Twisted Sister).
- A banda alemã de power metal Edguy regravou a música em 2011 para seu disco Age of the Joker.